# William Irwin (homme politique californien)
Pour les articles homonymes, voir William Irwin.
William Irwin (né le 12 juillet 1827 à Oxford en Ohio, mort le 15 mars 1886 à San Francisco) est un homme politique américain démocrate qui est gouverneur de Californie entre 1875 et 1880.